# Arrhenatherum elatius subsp. elatius
Arrhenatherum elatius subsp. elatius é uma subespécie de planta com flor pertencente à família Poaceae. 
A autoridade científica da subespécie é (L.) J.Presl & C.Presl, tendo sido publicada em Flora Friburgensis et Regionum Proxime Adjacentium 1 1825.

## Portugal
Trata-se de uma subespécie presente no território português, nomeadamente em Portugal Continental.
Em termos de naturalidade é nativa da região atrás indicada.

## Protecção
Não se encontra protegida por legislação portuguesa ou da Comunidade Europeia.